# لونا ۲
لونا ۲ (به انگلیسی: Luna 2) دومین فضاپیمای برنامه لونا ساخته شوروی است. لونا ۲ اولین شیء ساخت بشر است که به سطح یک جسم فضایی (ماه) رسید. در روز ۱۴ سپتامبر ۱۹۵۹ لونا ۲ در نقطه‌ای در شرق دریای رگبارها نزدیک دهانه‌های ارشمیدس، اوتلیکوس و آریستید به سطح ماه برخورد کرد.
پرتاب لونا قرار بود در ۹ سپتامبر اتفاق بیفتد اما نقص فنی در روشن شدن یکی از موتورها باعث شد پرتاب به مدت سه روز جهت تعمیر و تعویض بوستر موشک به تعویق بیفتد. لونا ۲ و لونا ۱ هردو از مسیر مستقیم ۳۶ ساعته به سمت ماه پرواز کردند. سیستم گرانشی زمین-ماه مسیر پرتاب را خم کرد. به دلیل همین اثر گرانشی پرتاب باید در زمانی انجام می‌شد که نقطهٔ پرتاب پشت به ماه باشد. محل برخورد لونا ۲ با سطح ماه ۸۰۰ کیلومتر از مرکز قرص روشن ماه فاصله داشت. برخورد در ساعت ۲۱:۰۲:۲۴ سیزدهم سپتامبر ۱۹۵۹ به وقوع پیوست.

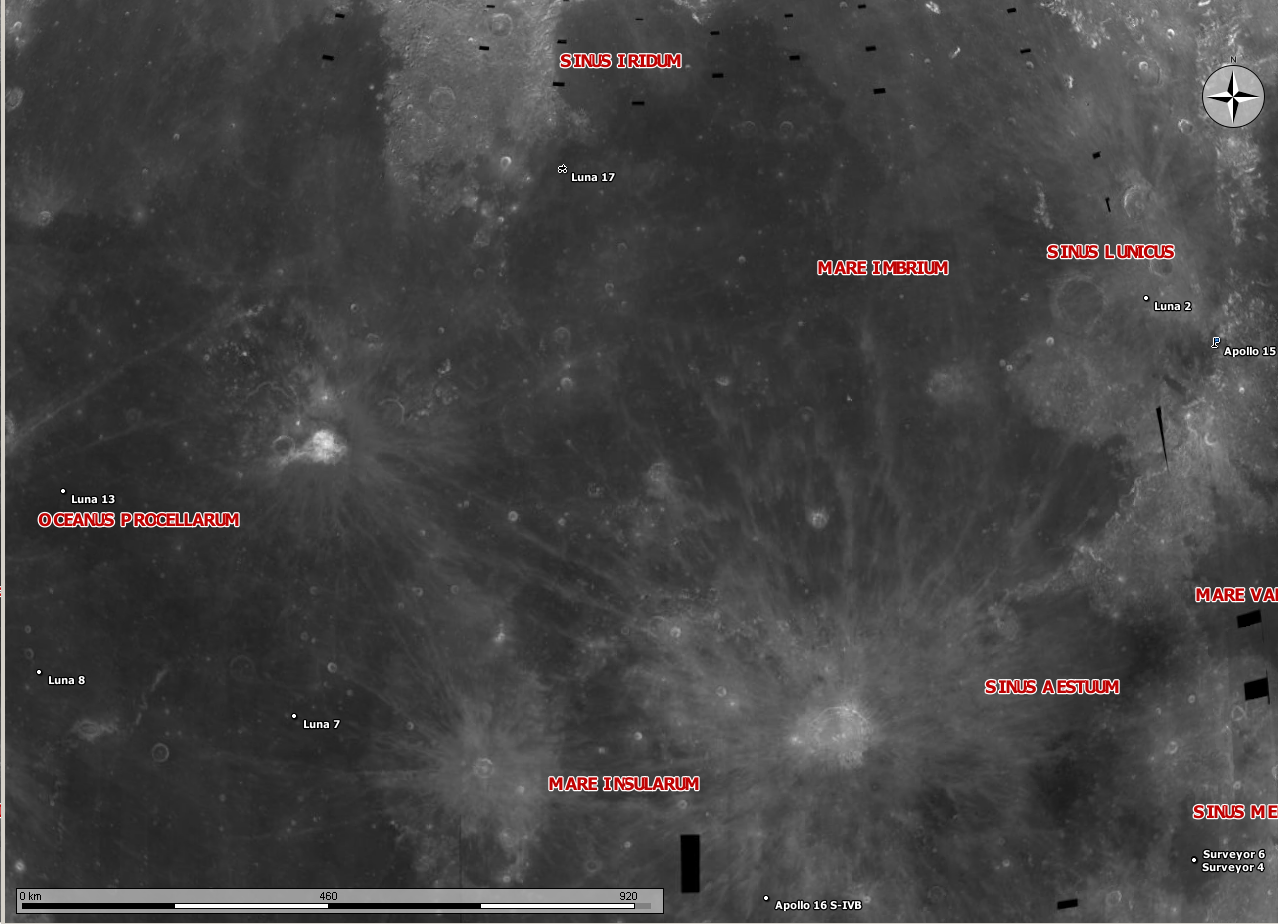
محل برخورد لونا ۲ در سمت راست تصویر، نزدیک محل فرود آپولو ۱۵ است

طراحی لونا ۲ شبیه لونا ۱ بود. یک جسم کروی که از آن آنتن‌ها و دستگاه‌های اندازه‌گیری علمی خارج شده‌اند. دستگاه‌های نصب شده روی لونا ۲ نیز خیلی شبیه به لونا ۱ بودند. یک سوسوسنج، چند شمارشگر گایگر، مغناطیس سنج، چند اندازه‌گیر تابش چرنکوف، و تشخیص دهندهٔ گرد و غبار فضایی روی لونا ۲ نصب شده بودند. لونا ۲ مستقل از موشک پرتاب کننده پیشرانه‌ای برای تصحیح مسیر نداشت.

## کمربند وان آلن

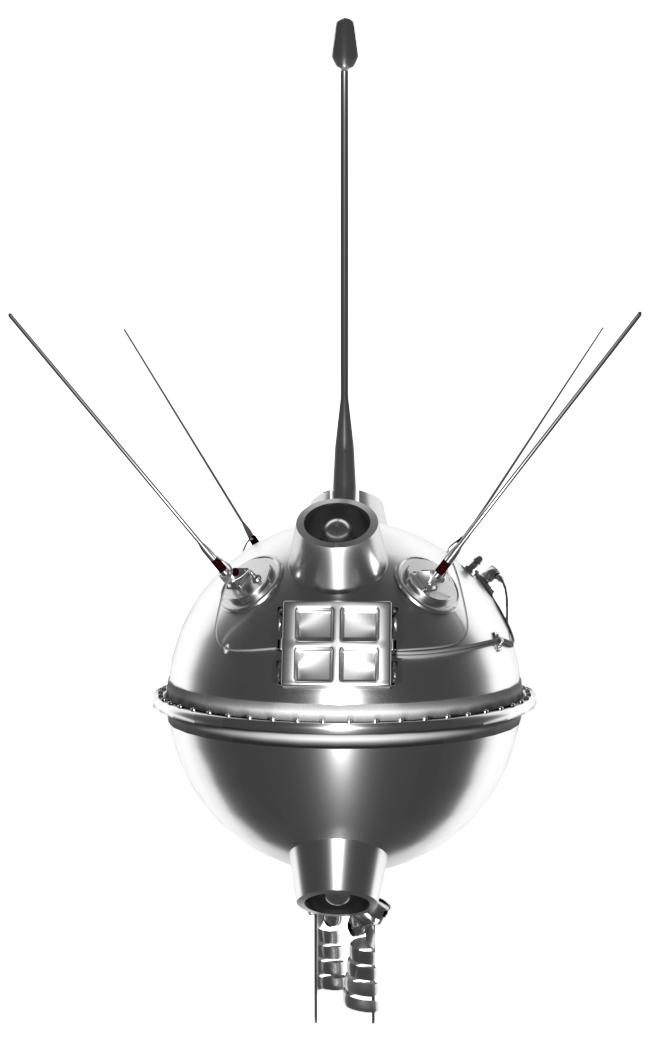
مدل لونا

لونا ۲ در حین گذر از کمربند وان آلن تغییرات وابسته به زمان در شار الکترون‌ها و طیف انرژی در این کمربند را اندازه‌گیری و اثبات کرد.
لونا ۲ مانند لونا ۱ مجهز به یک مغناطیس سنج سه محوره بود که البته دقت متفاوتی داشت. دورهٔ گردش وضعی این فضاپیما ۸۴۰ ثانیه و دورهٔ حرکت تقدیمی آن ۸۶ ثانیه بود. نرخ نمونه برداری ابزار مغناطیس سنج تقریباً یک نمونه بر دقیقه بود. بنا به گفتهٔ مدیر گروه تحقیقاتی خطاهای اندازه‌گیری به حدی بودند که دقت اندازه‌گیری بین ۵۰ تا ۱۰۰ نانو تسلا را به ارمغان آورده بود. نتایج به دست آمده از داده‌های فضاپیما در کمربندهای تشعشعی وان آلن مشابه نتایج مخابره شده از لونا ۱ بود. این فضاپیما در لحظهٔ برخورد به سطح ماه مقدار حداکثر ۱۰۰ نانو تسلا میدان مغناطیسی را در سطح ماه به ثبت رساند.

## پرچم‌های شوروی
این این فضاپیما چند پرچم شوروی نیز حمل می‌کرد. دوتا از آن‌ها که داخل فضاپیما کار گذاشته شده بودند کروی شکل با طرح‌های پنج‌ضلعی روی سطحشان بودند. روی هر یک از این پنج‌ضلعی‌ها نشان ارتش شوروی و حروف سیریلیک СССР (مخفف اتحاد جماهیر شوروی در زبان روسی) و در پشت هر یک عبارت СССР СЕНТЯБРЬ ۱۹۵۹ به معنی «اتحاد جماهیر شوروی سپتامبر ۱۹۵۹» حکاکی شده بود. داخل هر دو کره مواد منفجره کارگذاشته شده بود تا با انفجار آن‌ها ضربهٔ حاصل از برخورد نرم‌تر شود و قطعات پنج‌ضلعی شکل تبخیر نشوند.
پرچم سوم در قطعهٔ مرحله آخر راکت پرتاب کنندهٔ لونا ۲ قرار داشت که سی دقیقه پس از خود فضاپیما با سطح ماه برخورد کرد. این پرچم کپسولی پر از مایع بود که نوارهایی از جنس آلومینیوم به آن متصل شده بودند. روی هر کدام از این نوارها نشان ارتش شوروی و عبارات ۱۹۵۹ СЕНТЯБРЬ (به فارسی: ۱۹۵۹ سپتامبر) و СОЮЗ СОВЕТСКИХ СОЦИАЛИСТИЧЕСКИХ РЕСПУБЛИК (به فارسی: اتحاد جماهیر شوروی) حک شده بودند.
نیکیتا خروشچف در ۱۵ سپتامبر ۱۹۵۹ یک بدل از پرچم کروی شکل را به رئیس‌جمهور وقت آمریکا، دوایت آیزنهاور هدیه داد. این کره هم‌اکنون در موزه‌ای در ایالت کانزاس نگهداری می‌شود.